# Blue Sky Studios
Blue Sky Studios, Inc was een Academy Award-winnende computeranimatiestudio, gespecialiseerd in karakteranimaties. Naast Ice Age, de allereerste volledig geanimeerde film van Blue Sky, hebben ze bij vele films op het gebied van computeranimatie bijgedragen.
Het bedrijf is opgericht in 1987 en heeft kantoren in White Plains, New York. Het bedrijf is sinds 1997 onderdeel van de Fox Entertainment Group, het belangrijkste mediaonderdeel van mediaconglomeraat News Corporation. De films worden traditioneel gedistribueerd door zusterstudio 20th Century Fox. Deze combinatie heet dan ook 20th Century Fox Animation Studios.
Op 9 februari 2021 maakte Walt Disney Co. bekend dat de studio zou sluiten vanwege de economische recessie die het bedrijf beleeft door de coronacrisis.

## Filmografie
- Spies in Disguise (2019)
- Ferdinand (2017)
- Ice Age: Collision Course (2016)
- The Peanuts Movie (2015)
- Rio 2 (2014)
- Epic (2013)
- Ice Age: Continental Drift (2012)
- Rio (2011)
- Ice Age: Dawn of the Dinosaurs (2009)
- Horton Hears a Who! (2008)
- Ice Age: The Meltdown (2006)
- Robots (2005)
- Ice Age (2002)

### Korte animatiefilms
- Scrat: Spaced Out (2016)
- Cosmic Scrat-tastrophe (2015)
- Umbrellacorn (2013)
- Surviving Sid (2008)
- No Time for Nuts (2006; Academy Award-genomineerd)
- Aunt Fanny's Tour of Booty (2005)
- Gone Nutty (2002, Academy Award-genomineerd)
- Bunny (1998, Academy Award-winnaar)

### Bijdragen als special effects-bedrijf
- Titan A.E. (2000)
- Wo hu cang long (2000)
- Fight Club (1999)
- Jesus' Son (1999)
- Star Trek: Insurrection (1998)
- Lulu on the Bridge (1998)
- Alien: Resurrection (1997)
- A Simple Wish (1997)
- Joe's Apartment (1996)